# Thomas Frankland Lewis
Pour les articles homonymes, voir Thomas Frankland et Frankland.
Thomas Frankland Lewis, 1er baronnet (14 mai 1780 - 22 janvier 1855) est un commissaire britannique au droit des pauvres et un député conservateur modéré.

## Jeunesse
Il est le fils de John Lewis et d'Anne Frankland, fille de Thomas Frankland (5e baronnet). Né à Great Ormond Street, à Londres, il fait ses études au Collège d'Eton et fréquente Christ Church à Oxford sans obtenir de diplôme. Son père est décédé en 1797.

## Carrière politique
Il est propriétaire de domaines familiaux dans le Radnorshire et est nommé haut-shérif de Radnorshire de 1804 à 1805. Il a l'ambition d'entrer en politique en tant que député, ce qu'il fait en 1812 sous le patronage de Thomas Bulkeley (7e vicomte Bulkeley) à Beaumaris.
Il est député entre 1812 et 1855, pour Ennis (1826-1828), pour Radnorshire (1828-1834) et pour Radnor Boroughs (1847-1855). Initialement, il est connu comme Grenvillite ; alors qu'il soutient les intérêts des propriétaires fonciers et de l'agriculture, sa sympathie pour l'émancipation catholique le rend inacceptable pour le ministère conservateur.
Il est élu membre de la Royal Society en 1820.
Le 24 juin 1824, Lewis est nommé à la commission royale d'enquête sur la nature et la portée de l'instruction donnée par les différentes institutions irlandaises créées aux fins de l'éducation où il travaille avec les autres commissaires: John Leslie Foster, William Grant, James Glassford et Anthony Richard Blake .
En tant que président (1834 - 1839) de la Poor Law Commission, il se heurte immédiatement à Edwin Chadwick, qui est le moteur de la réforme de la Poor Law. Chadwick n'est pas membre du conseil d'administration, comme il l'a espéré, et Lewis avec George Nicholls et John Shaw-Lefevre passent outre à ses vues.
Il préside la commission sur les Émeutes de Rebecca et la commission subséquente qui supprime les trusts à péage . Il est créé baronnet en 1846.

## Famille
Il épouse Harriet Cornewall, fille de George Cornewall, 2e baronnet et Catherine Cornewall. Ils ont deux enfants:
- George Cornewall Lewis (21 avril 1806 - 13 avril 1863).
- Gilbert Frankland Lewis (21 juillet 1808 - 18 décembre 1883).